# Palaeotrionyx
Palaeotrionyx is een geslacht van uitgestorven schildpadden die leefden in het Paleoceen.

## Kenmerken
Deze zoetwaterschildpadden hadden een lange, beweeglijke nek en een kop met een scherpe snavel. Elke poot droeg drie tenen. Het lichaam was beschermd door een met huid overtrokken pantser.

## Leefwijze
Deze schildpadden waren hoogstwaarschijnlijk aquatische omnivoren, die met hun scherpe bek wieren begraasden, maar ook insecten, slakken, rivierkreeften en zelfs kleine vissen niet versmaadden.

## Vondsten
Fossielen van deze dieren zijn gevonden in westelijk Noord-Amerika.